# Forest-l’Abbaye
Forest-l’Abbaye – miejscowość i gmina we Francji w regionie Hauts-de-France w departamencie Somma.
Według danych na rok 2011 gminę zamieszkiwało 314 osób, a gęstość zaludnienia wynosiła 95 osób/km² (wśród 2293 gmin Pikardii Forest-l’Abbaye plasuje się na 693. miejscu pod względem liczby ludności, natomiast pod względem powierzchni na miejscu 1032.).